# 圣若泽-杜邦芬
圣若泽-杜邦芬是巴西帕拉伊巴州的一个市镇。总面积152.135平方公里，总人口2793人，人口密度18.4人/平方公里。